# 時事タイムス放送社

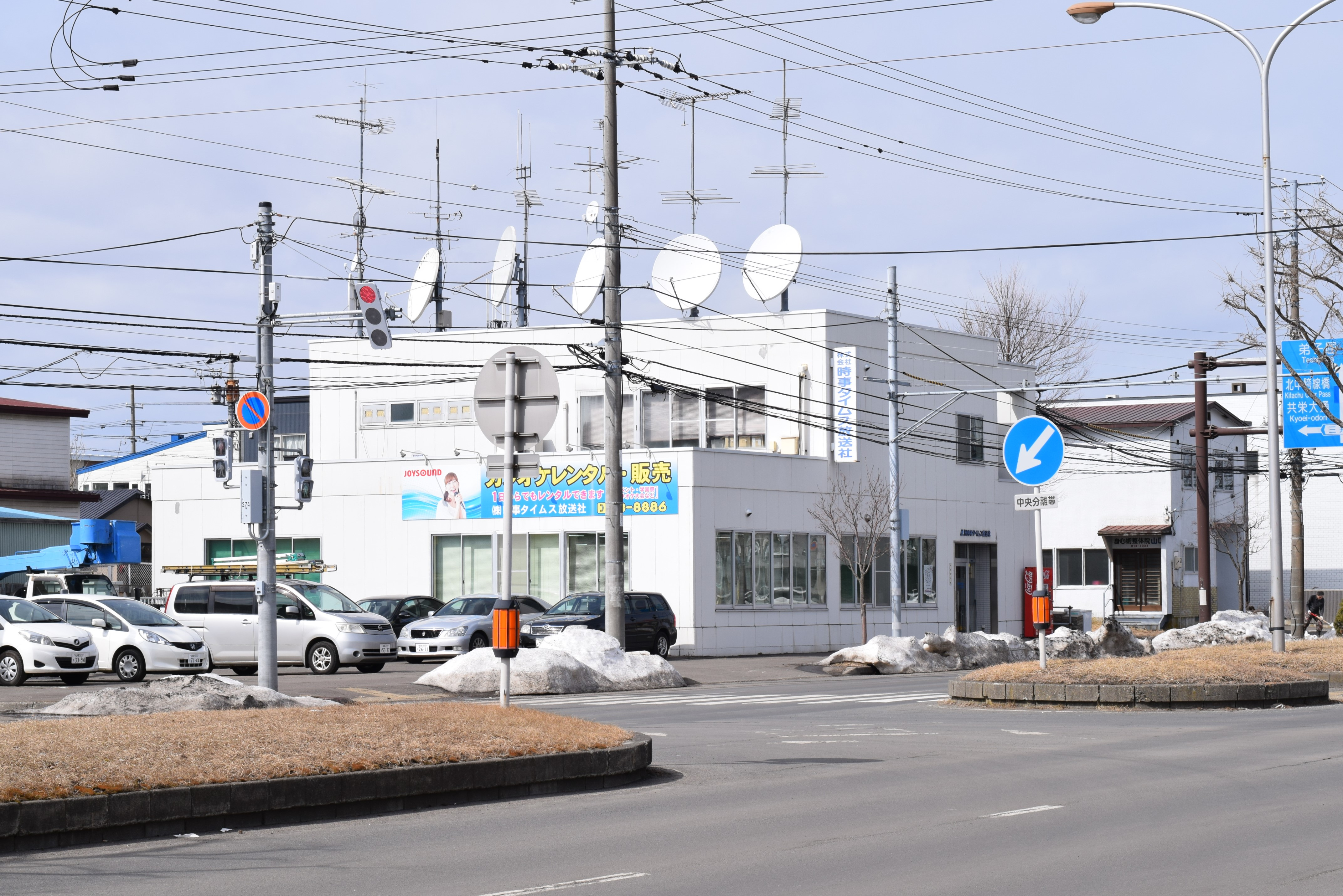
釧路事業部

株式会社時事タイムス放送社（じじたいむすほうそうしゃ）は、北海道帯広市に本社を置く、街頭放送や有線放送、これらの関連業務を行う情報・通信業。

## 概要
帯広市と釧路市で街頭放送事業と有線放送事業を、札幌市では街頭放送事業を行っている。
有線放送事業は、東京資本の大手有線放送会社である株式会社USENと競合関係にあったが、2000年の営業所撤退により、当社が営業および配信を行っている。
一方で、当社はかつて、キャンシステム株式会社が加盟していた全国有線音楽放送協会（全音協）に加盟していた。
なお、小樽市で街頭放送を行っている株式会社北海道時事放声社との資本・人的関係はない。

## 沿革
- 1946年6月 - 道東タイムス株式会社として設立、設立当初は新聞発行が主体だった。
- 1949年8月 - 現社名に変更して、街頭放送事業を開始。
- 1951年4月 - 札幌事業部を設立。
  - 1978年5月 - 法人化して分社（株式会社北海時事放声社を設立）。
- 1954年12月 - 釧路事業部を設立。
- 1966年7月 - 独自の有線放送を開始。
- 1992年4月1日 - 釧路事業部でケーブルテレビの放送を開始。
  - 2007年2月20日に関連会社として法人化して分社されているが、詳細は釧路ケーブルテレビを参照。
- 2000年 - 株式会社USENの営業・配信を受託。

## 関連会社
- 帯広ガス株式会社
- 帯ガス燃料株式会社
- 株式会社第一自動車学校
- 株式会社幕別自動車学校
- 株式会社アストレア（帯広ワシントンホテルを運営するフランチャイズ会社）
- 株式会社おびひろ市民ラジオ（FM WING）
- 第一リース株式会社（グループ発祥は、株式会社時事タイムス放送社になる。）
- 株式会社北海時事放声社（株式会社時事タイムス放送社札幌事業部を運営）
- 釧路ケーブルテレビ株式会社（株式会社時事タイムス放送社釧路事業部に同居）